# أورلا جويرين
أورلا جويرين (بالإنجليزية: Orla Guerin)‏ هي صحفية ومقدمة أخبار إيرلندية ولدت بتاريخ 15 مايو 1966 في دبلن وتقيم حاليا في تركيا.

## الحياة الشخصية
هي متزوجة من الصحفي الذي يعمل مع قناة رويترز مايكل جورجي منذ 2005 